# 叻林拉特·猜萬
叻林拉特·猜萬（2001年2月21日—），泰國女子羽毛球運動員。原名帕达拉苏打·猜万，2018年4月曾改名披提亚蓬·猜万，2022年改為現名。她曾赢得2017年亚青賽女單亚軍。

## 簡歷
2016年7月，披提亚蓬·猜万代表泰国参加本国举办的亞洲青年羽毛球錦標賽，助泰国队赢得混团季军。同年11月，她代表泰国参加西班牙毕尔巴鄂举办的世界青年羽毛球錦標賽，助泰国队赢得混团季军。
2017年5月，披提亚蓬·猜万出战樂魚羽毛球國際挑戰賽，在女单準决赛以0比2（17-21、14-21）不敌日本的仁平菜月。同年7月，她代表泰國參加在印尼雅加達舉行的亞洲青年羽毛球錦標賽，拿得女子單打比賽亞軍。她在決賽以0比2（15-21、13-21）不敵中國的韓悅。同年8月，她代表泰国参加马来西亚吉隆坡举办的東南亞運動會羽毛球比賽，随队赢得女子团体金牌。
2018年2月，披提亚蓬·猜万出战奧地利羽毛球公開賽，在女单决赛以0比2（21-23、17-21）不敌丹麦的安娜·蒂亚·马德森，赢得亚军。同年8月，她出战越南羽毛球公開賽，在女单準决赛以0比2（11-21、20-22）不敌赛会7号种子、中国的韩悦。
同年10月，她代表泰国参加阿根廷布宜諾斯艾利斯举办的2018年青年奧運會，在女单準決賽以1比2（21-19、15-21、13-21）不敌赛会3号种子、世青赛冠军的吳堇溦；其后在季軍戰以2比0（21-9、21-13）横扫新加坡好手的许妤欣，赢得青奥会女子单打铜牌。
2019年2月，披提亚蓬·猜万出战老撾羽毛球國際系列賽，在女单决赛以0比2（20-22、21-23）不敌世青赛季军的大家夏稀，赢得亚军。同年6月，她出战阿塞拜疆羽毛球國際賽，在女单决赛以2比0（21-15、21-16）横扫比利时名将的谭莲妮，夺得个人國際挑戰賽女单冠军。同期6月，她出战西班牙羽毛球國際賽，在女单决赛以2比0（21-12、21-15）横扫赛会头号种子、苏格兰名将的克里斯蒂·吉尔莫，赢得國際挑戰賽女单冠军。

## 主要比賽成績
只列出曾進入準決賽的國際賽事成績：
| 年份   | 賽事                         | 公開賽級別 | 項目     | 成績   |
| ------ | ---------------------------- | ---------- | -------- | ------ |
| 2016年 | 亞洲青年羽毛球錦標賽         | 其他       | 混合團體 | 季軍   |
| 2016年 | 世界青年羽毛球錦標賽         | 其他       | 混合團體 | 季軍   |
| 2017年 | 樂魚羽毛球國際挑戰賽         | 國際挑戰賽 | 女子單打 | 準決賽 |
| 2017年 | 亞洲青年羽毛球錦標賽         | 其他       | 女子單打 | 亞軍   |
| 2017年 | 東南亞運動會羽毛球比賽       | 其他       | 女子團體 | 金牌   |
| 2018年 | 奧地利羽毛球公開賽           | 國際挑戰賽 | 女子單打 | 亞軍   |
| 2018年 | 越南羽毛球公開賽             | 超級100賽  | 女子單打 | 準決賽 |
| 2018年 | 青年奧林匹克運動會羽球比賽   | 其他       | 女子單打 | 铜牌   |
| 2019年 | 老撾羽毛球國際系列賽         | 國際系列賽 | 女子單打 | 亞軍   |
| 2019年 | 阿塞拜疆羽毛球國際賽         | 國際挑戰賽 | 女子單打 | 冠軍   |
| 2019年 | 西班牙羽毛球國際賽           | 國際挑戰賽 | 女子單打 | 冠軍   |
| 2019年 | 亞洲青年羽毛球錦標賽         | 其他       | 混合團體 | 冠軍   |
| 2019年 | 海得拉巴羽毛球公開賽         | 超級100賽  | 女子單打 | 準決賽 |
| 2019年 | 秋田羽毛球大師賽             | 超級100賽  | 女子單打 | 準決賽 |
| 2019年 | 世界青年羽毛球錦標賽         | 其他       | 混合團體 | 季軍   |
| 2019年 | 世界青年羽毛球錦標賽         | 其他       | 女子單打 | 季軍   |
| 2019年 | 赛义德·莫迪国际羽毛球锦标赛  | 超級300賽  | 女子單打 | 亞軍   |
| 2020年 | 亞洲羽毛球團體錦標賽         | 其他       | 女子團體 | 季軍   |
| 2021年 | 優霸盃                       | 其他       | 女子團體 | 季軍   |
| 2021年 | 海洛羽毛球公開賽             | 超級500賽  | 女子單打 | 準決賽 |
| 2021年 | 印尼羽毛球大師賽             | 超級750賽  | 女子單打 | 準決賽 |
| 2022年 | 優霸盃                       | 其他       | 女子團體 | 季軍   |
| 2022年 | 東南亞運動會羽毛球比賽       | 其他       | 女子團體 | 金牌   |
| 2022年 | 東南亞運動會羽毛球比賽       | 其他       | 女子單打 | 銀牌   |
| 2023年 | 亞洲羽毛球混合團体錦標賽     | 其他       | 混合團体 | 季軍   |
| 2023年 | 東南亞運動會羽毛球比賽       | 其他       | 女子團體 | 金牌   |
| 2023年 | 東南亞運動會羽毛球比賽       | 其他       | 女子單打 | 銀牌   |
| 2023年 | 夏季世界大學運動會羽毛球比賽 | 其他       | 混合團體 | 銅牌   |
| 2023年 | 印尼羽毛球國際挑戰賽         | 國際挑戰賽 | 女子單打 | 準決賽 |
| 2023年 | 古瓦哈蒂羽毛球大師賽         | 超級100賽  | 女子單打 | 冠軍   |
| 2024年 | 亞洲羽毛球團體錦標賽         | 其他       | 女子團體 | 亞軍   |
| 2024年 | 賽義德·莫迪羽毛球國際賽      | 超級300賽  | 女子單打 | 準決賽 |
| 2024年 | 孟加拉羽毛球國際挑戰賽       | 國際挑戰賽 | 女子單打 | 亞軍   |
| 2024年 | 尼泊爾羽毛球國際挑戰賽       | 國際挑戰賽 | 女子單打 | 冠軍   |
| 2025年 | 斯里蘭卡羽毛球國際挑戰賽     | 國際挑戰賽 | 女子單打 | 準決賽 |
| 2025年 | 斯里蘭卡羽毛球國際系列賽     | 國際系列賽 | 女子單打 | 亞軍   |
| 2025年 | 越南羽毛球國際挑戰賽         | 國際挑戰賽 | 女子單打 | 準決賽 |

| 2007-2017年 | 首要超級賽 | 超級賽 | 黃金大獎賽 | 大獎賽 | 國際挑戰賽 | 國際系列賽 | 未來系列賽 | 其他 |

| 2018-2026年 | 總決賽 | 超級1000賽 | 超級750賽 | 超級500賽 | 超級300賽 | 超級100賽 | 國際挑戰賽 | 國際系列賽 | 未來系列賽 | 其他 |

### 奧運會和世錦賽參賽紀錄
|          | 2021 | 2022 |
| -------- | ---- | ---- |
| 女子單打 | 32強 | 32強 |

## 主要對賽紀錄
叻林拉特·猜万与曾交过對手的對賽成績如下，截至2022年12月13日：
| 對手            | 對賽次數 | 對賽結果 | 對賽結果 | 總計 |
| 對手            | 對賽次數 | 勝       | 負       | 總計 |
| --------------- | -------- | -------- | -------- | ---- |
| 譚蓮妮          | 4        | 4        | 0        | +4   |
| 水井敏捷        | 5        | 3        | 2        | +1   |
| 仁平菜月        | 3        | 1        | 2        | -1   |
| 山口茜          | 2        | 0        | 2        | -2   |
| 奧原希望        | 3        | 1        | 2        | -1   |
| 高橋沙也加      | 2        | 1        | 1        | 0    |
| 安洗瑩          | 7        | 2        | 5        | -3   |
| 金佳恩          | 7        | 0        | 7        | -7   |
| 溫琦煊          | 5        | 5        | 0        | +5   |
| 吳堇溦          | 2        | 0        | 2        | -2   |
| 杨佳敏          | 5        | 2        | 3        | -1   |
| 布桑蘭·恩布魯龐 | 3        | 0        | 3        | -3   |
| 蓬帕威·磋楚翁   | 4        | 2        | 2        | 0    |
| 拉差諾·依瑟儂   | 3        | 2        | 1        | +1   |
| 許玟琪          | 2        | 0        | 2        | -2   |